# Dolmen von Mura Pregne
Der Dolmen von Mura Pregne steht im unteren Tal des Torto, in Termini Imerese in der Metropolitanstadt Palermo auf Sizilien. Er ist aus Quadersteinen errichtet, wie sie auch auf Sardinien vorkommen und in der Bronzezeit zwischen 2900 und 2100 v. Chr. entstanden. Er wurde in der griechischen Zeit nachgenutzt und zeigt die hellenistische und die indigene Praxis, die menschlichen Überreste in Urnen (enchytrismόs) in den Kammern zu platzieren.

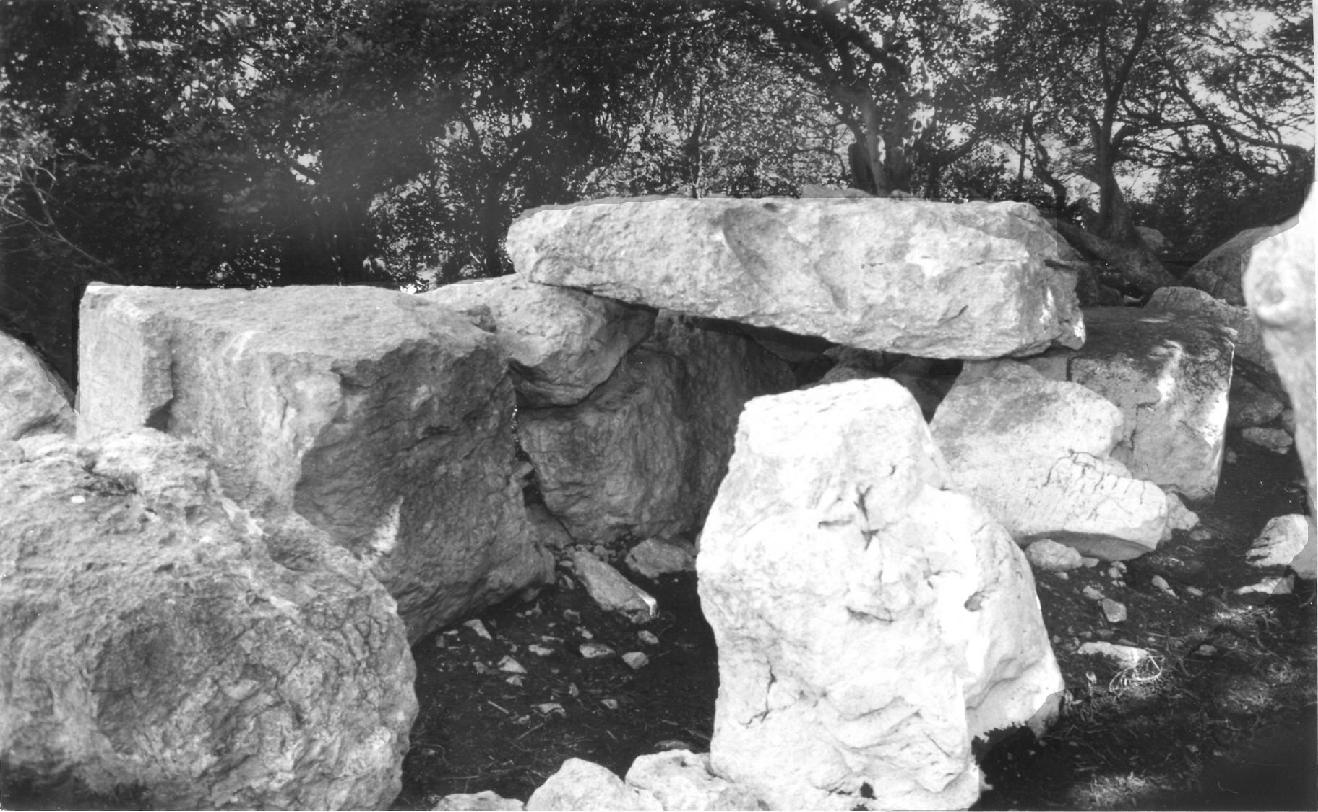
Dolmen von Mura Pregne

Der etwa 3,0 m lange rechteckige Dolmen ist vom Korridor-Typ, bestehend aus vier großen Tragsteinen (zwei auf jeder Seite), auf denen nur noch ein Deckstein liegt. Eine zweite Platte liegt daneben und die dritte befindet sich am Zugang.

## Kontext
Die sieben Dolmen Siziliens fanden früh das Interesse der italienischen Gelehrten, ohne allerdings international Aufmerksamkeit zu erreichen. Ihr Hauptverbreitungsgebiet liegt im Südosten der Insel, während der Westteil zwischen Termini Imerese und Sciacca nur zwei Megalithanlagen aufweist. Etwa 7,0 km von Sciacca liegt der Dolmen „La Lumia“. Er wurde im Jahr 1930 unter Tuffsteinblöcken entdeckt. Ringsum wurden Tonscherben aus der frühen Bronzezeit gefunden. 